# Lijst van kastelen in Friesland
Dit is een lijst van kastelen en stinsen in de Nederlandse provincie Friesland. In de lijst zijn alleen die kastelen en voormalige kastelen opgenomen die verdedigbaar waren of zo bedoeld zijn, en voor bewoning bestemd waren. Een deel van de kastelen in de lijst is een landhuis dat gebouwd is op de fundamenten van een (verdwenen) kasteel.
| Kasteel                    | Plaats      | Gemeente          | Bouwperiode                                                   | Type | Huidige staat                                 | Toegankelijk | Afbeelding |
| -------------------------- | ----------- | ----------------- | ------------------------------------------------------------- | ---- | --------------------------------------------- | ------------ | ---------- |
| Ald Slot                   | Warga       | Leeuwarden        | ca. 1780                                                      |      |                                               | Ja           |            |
| Amelandshuis               | Leeuwarden  | Leeuwarden        | 14e eeuw 1678 (afbraak en nieuwbouw) 1869 (uitbreiding)       |      | verdwenen                                     |              |            |
| Klein Botnia               | Franeker    | Waadhoeke         | 15e eeuw                                                      |      |                                               |              |            |
| Camminghahuis              | Franeker    | Waadhoeke         | ca. 1450-1475 (westelijk deel) ca. 1525-1550 (oostelijk deel) |      |                                               |              |            |
| Crack State                | Heerenveen  | Heerenveen        | 1647-1648                                                     |      |                                               |              |            |
| Dekema State               | Jelsum      | Leeuwarden        | ca. 1538 (hoofdgebouw) begin 17e eeuw (zuidvelugel)           |      |                                               | ja           |            |
| Epemastate                 | IJsbrechtum | Súdwest-Fryslân   | mog. begin 17e eeuw                                           |      |                                               | ja           |            |
| Harsta State               | Hogebeintum | Noardeast-Fryslân | eind 16e eeuw of begin 17e eeuw                               |      |                                               |              |            |
| Hemmema State              | Berlikum    | Waadhoeke         | 15e eeuw                                                      |      | poortgebouw, verbouwd                         |              |            |
| Heeremahuis                | Bolsward    | Súdwest-Fryslân   | ca. 1500                                                      |      |                                               |              |            |
| Herema State               | Joure       | De Friese Meren   | ca. 1630                                                      |      | park                                          |              |            |
| Poptaslot of Heringa State | Marssum     | Waadhoeke         | eerste helft 16e eeuw                                         |      | intact                                        | ja           |            |
| Jongema State              | Rauwerd     | Súdwest-Fryslân   | herbouwd na 1515                                              |      | poortgebouw uit 1603                          |              |            |
| Keimpemastins              | Leeuwarden  | Leeuwarden        | begin 14e eeuw                                                |      |                                               |              |            |
| De Klinze                  | Oudkerk     | Tietjerksteradeel | ca. 1685                                                      |      |                                               |              |            |
| Liauckama State            | Sexbierum   | Waadhoeke         | mog. 13e eeuw (kern) 14e eeuw (vermeld)                       |      | poortgebouw uit 1604                          |              |            |
| Martenastate               | Cornjum     | Leeuwarden        | 1899 (huidig gebouw) 1584 (oorspronkelijke state)             |      |                                               | nee          |            |
| Martenastins               | Franeker    | Waadhoeke         | 1498                                                          |      |                                               | ja           |            |
| Papingastins               | Leeuwarden  | Leeuwarden        | ca. 1542                                                      |      | opgenomen in museum Princessehof              |              |            |
| Princessehof               | Leeuwarden  | Leeuwarden        | oorspr. 16e eeuw                                              |      |                                               | ja           |            |
| Schierstins                | Veenwouden  | Dantumadeel       | 13e eeuw                                                      |      | intact                                        | ja           |            |
| Sickema State              | Herbaijum   | Waadhoeke         | 15e eeuw                                                      |      | poortgebouw uit 16e eeuw                      |              |            |
| Stadhouderlijk Hof         | Leeuwarden  | Leeuwarden        | 1564 16e eeuw (westelijk deel) 1734 (balzaal en kapel)        |      |                                               |              |            |
| Stania State               | Oenkerk     | Tietjerksteradeel | 1854                                                          |      |                                               | ja           |            |
| Waltastins                 | Sneek       | Súdwest-Fryslân   | 1540                                                          |      | restanten                                     |              |            |
| Unia State                 | Beers       | Leeuwarden        | begin 16e eeuw                                                |      | poortgebouw uit ca. 1616 en imitatie in staal | ja           |            |